# Final Fantasy III
Final Fantasy III (ファイナルファンタジーIII Fainaru Fantajī Suri?) es un videojuego de rol desarrollado y publicado por Square en 1990 que forma parte de la serie de videojuegos Final Fantasy. El juego salió solo en Japón para la Famicom (conocida internacionalmente como NES), y fue portado y rehecho en 2006 por Matrix Software, con cambios, nuevos añadidos y remodelamiento gráfico en plenas 3D para la Nintendo DS. El 25 de septiembre de 2012 salió a la luz la versión digital para PlayStation Portable.
Esta es la segunda entrega numerada que utiliza el sistema de trabajos, mejorándolo, sistema que maduraría definitivamente con la quinta entrega, y es uno de los mejores juegos de la consola.
No hay que confundirlo con Final Fantasy VI, que en Estados Unidos apareció como Final Fantasy III porque era el tercer Final Fantasy que se publicaba allí.

## Historia
Cuentan la leyenda que cada cierto tiempo el equilibrio se rompe entre luz y oscuridad, desapareciendo la oscuridad y la luz respectivamente. Cuando el equilibrio se rompe a favor de la luz, 4 guerreros de la oscuridad aparecen para restablecer el equilibrio; y cuando el equilibrio se inclina hacia la oscuridad, 4 guerreros de la luz aparecen para volver a restablecer el equilibrio. La trama se desarrolla cuando el equilibrio se rompe inclinándose hacia la oscuridad:
Mucho tiempo atrás, el gran mago Noah estaba al borde de la muerte y dividió su legado entre sus tres discípulos. A Doga le entregó el dominio de la magia, a Unne el dominio de los sueños y a Zande, la mortalidad. Sin embargo, Zande despreciaba su rol asignado y anhelaba el dominio de los tres mundos. Por esta ambición le lleva a invocar a la Nube de Oscuridad del Mundo Oscuro para que cumpla sus órdenes. Owen, otro de los discípulos de Noah, decide crear el Continente Flotante y una torre para controlarlo, y designa a su hijo Desch para que vigile a través de la torre. Sin embargo, la torre está siendo asediada por monstruos, y su hijo se ve obligado a escapar, perdiendo su memoria en la catástrofe.
Aparecen 4 guerreros Caballeros cebolla, y el cristal del viento les encomienda ir hacia el mundo exterior pero el paso está bloqueado por una gran roca en las afueras de la ciudad de Kazus, por lo que entran en ésta y descubren que todos los habitantes han sido transformados en fantasmas. El Jinn es el responsable de esto, y se ha encerrado en la Cueva Sellada. Cid, un hombre excéntrico les presta su barco volador para que puedan alcanzar la cueva. Cuando llegan a la cueva conocen a la princesa Sara del Castillo de Sasune, y ella posee el Anillo de Mitrilo, vital para sellar a Jinn para siempre. Tras vencerlo lo sellan dentro del anillo. Más tarde Sara los conduce al Castillo de Sasune, donde arroja el anillo a un manantial para romper el hechizo. El rey, padre de Sara, expresa su apoyo a la misión de los Guerreros de la Luz y les obsequia una canoa. Más tarde en la Cueva del Altar, el Cristal de Aire les cuenta los planes de Zande, un malvado mago poseído por la oscuridad, y les encomienda una misión: ser los cuatro guerreros legendarios destinados a derrotar al malvado y a restaurar el orden en el mundo. Esto les dota de trabajos legendarios, por lo que han de despedirse de sus familiares y comenzar el viaje.
Posteriormente Cid le pide ayuda a Takka, el herrero de Kazus, para que dote a su nave de un ariete para destruir la gran roca que bloquea el paso hacia las afueras. Finalmente lo consiguen pero la nave queda destrozada. La primera ciudad que los jóvenes cruzan es Canaan, de donde es natural Cid, por lo que él se queda allí. Continúan al Este hacia una larga montaña que parece ser el hogar de Bahamut, el rey de los dragones. Su intrusión les lleva a su nido. Inesperadamente conocen a Desch, un misterioso hombre aquejado de amnesia. Éste los alienta a que huyan del monstruo. Consiguen huir, y desembarcan en el Bosque de la Curación. Desch les da el hechizo Minimalia, usado para reducir el tamaño de los enemigos, y se une al grupo con el fin de descubrir quién es en verdad.
Usando el hechizo dado por Desch descubren una ciudad de gnomos llamada Tozus. Después de darle a un hombre enfermo un Antídoto, éste les abre un paso al mundo real nuevamente. Ellos toman el Camino Oculto y consiguen salir cerca de la Guarida de los Vikingos. Pero los vikingos están paralizados por una criatura marina llamada Neptodragón, y con la esperanza de que destruyan a la bestia, le prestan a los Guerreros de la Luz su nave. Los guerreros penetran en el templo de Nepto y descubren que un ojo de rubí en la estatua de Neptodragón ha sido robada por una rata gigante. Después de colocar el ojo en su sitio, Neptodragón calma los mares y les recompensa dándoles el Colmillo de Agua, una de las cuatro llaves.
Agradecidos los vikingos, regalan el barco al grupo dirigiéndose a la Torre Owen, donde en su piso superior Desch recuerda que es el guardián y debe quedarse allí, se lanza a una cámara de fuego y elimina el remolino que impedía el paso con el barco.
Siguiendo la nueva travesía llegan a la morada de los enanos, los cuales, exaltados anuncian que les han robado un cuerno sagrado. Cuando van a recuperarlo a una gruta cercana se encuentran con Guzco, responsable del robo, quien los ataca. Guzco desaparece misteriosamente y deja caer el cuerno sagrado. Al llevar el cuerno que falta a la vitrina hace su aparición Guzco otra vez quien los ha estado siguiendo, transformado en sombra. E intenta robar ambos cuernos.
Con los cuernos se dirigen a la caverna de fuego donde encuentran otro cristal y aprenden nuevos trabajos. Los guerreros continúan su travesía hasta Tokkul, nada más llegar les encierran en las mazmorras. El responsable ha sido Hyne, que traicionó al rey Argus y pretende inmovilizar el árbol de la vida. Tras ingeniárselas para escapar, llegan hasta Hyne y le derrotan. Agradecidos, se hace entrega de un nuevo colmillo y la rueda del tiempo para entregársela a Cid.
Cid consigue transformar el barco vikingo en un barco volador lo que te permite salir del continente flotante.
Todos quedan impactados al contemplar la inmensidad del mundo exterior y comprobar que estaba cubierto por una niebla negra. Una de las zonas accesibles, es el templo del agua y un barco naufragado, donde se encuentra una chica llamada Elia que está malherida, por lo que le entregan una poción para que se recupere, al reaccionar se da cuenta de que los guerreros son los elegidos y los acompaña al Templo de Agua para abrirles el camino, ya que solo ella podía. En el Templo de Agua recogen el Cristal de Agua. Elia muere cediéndoles el poder del Cristal de Agua y haciendo emerger las tierras del mundo exterior.
Los guerreros se despiertan en una posada donde les dicen que llevan varios días durmiendo y se enteran de que necesitan ciertas Zapatillas flotantes para seguir avanzando en la aventura. Tras unos paseos por las alcantarillas las consiguen. Al salir del pueblo, se dan cuenta de que el barco está anclado y no pueden pilotarlo, el responsable de ello está en la mansión Goldor.
Los guerreros accedieron fácilmente gracias a las zapatillas, y en su interior se enfrentan a Goldor el cual destruye el cristal para que no lo puedan tener. Allí encontraron la llave para desanclar el Barco Volador.
Pero al sobrevolar Saronia, el barco es atacado y destruido. Saronia está dividida en bandos, al explorar la ciudad ellos salvan a un chico que resulta ser el príncipe Alus, el cual solicita audiencia con su padre y pasan allí la noche. Durante la noche el Rey, manipulado por Gilgamesh, pretende matar a su hijo. Pero logra evitar el filociodio, suicidándose. Tras una ardua batalla, los guerreros consiguen eliminar a Gilgamesh. Alus, al heredar el trono les construye un nuevo barco volador a los guerreros, capaz de volar a través de las corrientes de aire.
Al llegar a la mansión de Doga, son recibidos agresivamente por varios Moguris, pero Doga les ordena que no hagan nada. Y les comienza a relatar la historia de Zande, Unne y él mismo. Les explica que necesitan obtener la Llave Eureka a través de un pasadizo que cruza su mansión, cuando la consiguen, Doga transforma el Banco Volador en Submarino.
Con esta nueva función, en el fondo del océano van a recuperar el arpa de Noah para despertar a Unne de su sueño incesable. Cuando la recuperan se dirigen a despertar a Unne. Al despertarla les hace entrega de 2 colmillos. Y el camino para conseguir el barco El Invencible capaz de sobrevolar más alto que el Nautilus de Saronia. Este se encuentra en las ruinas antiguas, que los guerreros atraviesan gracias a la compañía de Unne. Una vez conseguido el invencible Unne les dice que vayan a por el último colmillo y se ven más tarde en la Cueva de Doga.
Se dirigen a la cueva oscura para conseguir el último colmillo con el fin de acceder al Palacio de Cristal. Dentro del Palacio, los guerreros consiguen el cristal de la tierra. Con este último conseguido, los guerreros siguen el camino hacia la cueva de Doga, donde al final están Doga y Unne esperándolos, los cuales les dicen que necesitan ser sacrificados para llegar hasta Zande.
Los guerreros acceden a la torre Silx para entrar a la dimensión Eureka.
Los guerreros llegarán a una sala donde hay 5 estatuas de dragón que los paralizan. En ese momento hacen aparición Sara, Cid, Desh, Alus, y los imitadores guerreros de la luz de la ciudad de las zapatillas flotantes para sellar el poder de los dragones mientras se sumergen en el mundo de la oscuridad.
Allí Derrotarán a Zande y posteriormente hace aparición la Nube de Oscuridad Derrotando a los guerreros. Doga y Unne usan su espíritu para revivirlos y así volver a atacar a Nube de Oscuridad en su dimensión, para ello se dirigen a buscar a los guerreros oscuros que aguardan cada uno de los cristales oscuros para debilitar el poder de Nube de Oscuridad. Y finalmente, derrotan a la nube de oscuridad restableciendo el equilibrio de Luz y Oscuridad en el mundo.

## Jugabilidad
El juego retoma la trama de la aventura fantástica de cuatro personajes que el jugador va desarrollando a lo largo del juego. En esta ocasión las mejoras en el sistema de juego incluyeron una cantidad mayor de clases en los trabajos y habilidades de los personajes, retomando las premisas de los anteriores videojuegos de la serie.
La jugabilidad de Final Fantasy III combina elementos de las primeras dos entregas de la serie con nuevas características. El sistema de combate por turnos trae importantes novedades que a partir de esta entrega, estará presente en toda la serie. Se añade los puntos de daño y curación en el objetivo, apareciendo al instante y en unos momentos con números de color rojo/verde respectivamente,
También se puede seleccionar a tu amigo y atacarlo, o seleccionarte a ti mismo y auto atacarte y/o suicidarte.
Los puntos de experiencia vuelven a esta entrega después de la ausencia en la segunda entrega, continuando vigente en la serie hasta que otra vez fue removido en la décima entrega. El sistema de clases, que debutó en la primera entrega, vuelve en esta entrega muy mejorada, con importantes novedades, nuevos trabajos, comandos y estrategias. Final Fantasy III introduce el sistema de trabajos, que con la quinta entrega alcanzó su madurez. Final Fantasy III es el primer juego de la serie que utiliza los comandos especiales característicos y exclusivos de cada clase y/o trabajo, como "Saltar" o "Robar" también, esta entrega introdujo las invocaciones, y en menor modo, los combates opcionales contra ellos. Mucha de estas innovaciones fueron importantes para la saga, en el género, y muchas de ellas son una característica de esta serie. Además los carismáticos moguris debutaron en esta entrega, iconos de la saga junto con los chocobos.
En 1987, después de finalizar Final Fantasy II, se trabajó en esta entrega hasta que
en 1990 Final Fantasy III fue finalizado, constando dos largos años de duro trabajo, el doble de tiempo que llevó crear las dos primeras entregas. Dos años se tardó en finalizar el proyecto y se realizó en un cartucho de 4MB, este juego fue un éxito absoluto y pronto ocupó los corazones de miles de japoneses; la música, el argumento, su fantástica realización y la aparición de los Moguris, novedad que se repetirá en algunas de las posteriores entregas hicieron que se colocará en el sitio en el que está, en el sitio que se merece. En un principio, este título se desarrollaría para la SNES (Super Nintendo), pero las prisas de los fanes que esperaban ansiosos la continuación de la saga y el retraso de la Super Famicom en Japón forzaron a Square a lanzar su episodio III en la NES.
Final Fantasy III sería el último juego de Final Fantasy desarrollado para una consola de 8 bits. A partir de ese momento, Square tiene por costumbre desarrollar tres capítulos de su saga más conocida para cada nueva generación de consolas.

### Música
La música del juego nuevamente fue compuesta por Nobuo Uematsu el compositor estándar hasta la décima entrega, siendo este trabajo el 21 de su carrera y el último destinado a la NES.
Después de debutar con el chip de sonido de la Nes, en Final Fantasy I y II, con este juego lo explora al máximo sacándole todas las posibilidades llevando al límite las 3 voces y percusión del chip.
La música está inspirada y tiene influencias básicamente de la música académica europea y del cine, siguiendo la tónica general de la música de los dos primeros juegos, donde también se ve una influencia de la música de Dragon Quest, de Koichi Sugiyama.
Por las características técnicas y límites del chip de sonido de la Nes, como en la primera y segunda entregas de la serie, no se distingue la instrumentación que tiene que tener cada tema, habiendo solamente dos instrumentos: La percusión, que lleva el ritmo, y el característico sonido del chip, corrigiéndolo más tarde en la versión de la Nintendo DS.
La banda sonora original de Nes salió a la venta en Japón exclusivamente en un CD compuesto de 44 pistas, el 15 de julio de 1991, con el nombre de "Final Fantasy III: Original Sound Version".
En 1990 salió otro CD titulado "Final Fantasy III Yūkyū no Kaze Densetsu", que contiene una selección de 7 temas con arreglos vocales.

#### Álbumes oficiales
| Año  | Álbum                                    | Información adicional                         |
| ---- | ---------------------------------------- | --------------------------------------------- |
| 1991 | Final Fantasy III Original Sound Versión | Versión original del juego                    |
| 1990 | Final Fantasy III Yūkyū no Kaze Densetsu | Versión arreglada a dúo                       |
| 2006 | Final Fantasy III Original Soundtrack    | Versión original de la versión de Nintendo DS |
| 2013 | Final Fantasy III Ouya                   | Versión original de la versión Consola Ouya   |

##### Final Fantasy III Original Sound Version
Final Fantasy III Original Sound Version es el álbum que contiene la música original de la versión de Famicom de Final Fantasy III.El álbum contiene los temas musicales compuestos, producidos y arreglados por Nobuo Uematsu. El álbum contiene 1 disco de 44 temas Ha sido publicado de forma exclusiva en Japón el 15 de julio de 1991, por NTT Publishing. La edición original tiene el número de catálogo N23D-002.

## Versiones
Final Fantasy III, tiene dos versiones, la primera, para Nes, lanzada en 1990, y la segunda, un remake, para Nintendo DS, lanzada en 2007. A diferencia de las anteriores y posteriores entregas, este juego no tuvo un port en Playstation ni Wonderswan Color, y nunca salió de Japón.
Por esas causas esta entrega, que era el gran desconocido de la serie hasta tiempos recientes, Square decidió hacer un Remake, en vez de un port, siendo el primer FF que tiene un remake completamente en 3D de los seis primeros.

### NES
La primera versión del juego salió en 1990 de forma exclusiva en Japón, publicada por Square y solamente para la Famicom, en un cartucho de 4 mbs de memoria, siendo uno de los más grandes de Nes en aquel momento. Como la segunda entrega, y más adelante, la quinta, nunca ha sido llevada a EE. UU. y mucho menos Europa, así que solo está en idioma japonés con la caja y manuales incluidos. Esta versión, a diferencia de la quinta, nunca ha sido tan importada ni deseada, siendo prácticamente desconocida para los jugadores occidentales en su época, e incluso hoy. La caja de la versión, sería la última que tendría el logo antiguo de la serie, siendo remplazado por el actual logo y dibujo en la cuarta entrega.
La versión de la DS cambiaría algunas cosas de esta versión, más acorde a la actual generación.

### Nintendo DS (3D Remake)
La segunda versión del juego, la primera que sale para EE. UU. y Europa después de 17 años de exclusividad nipona es un remake para Nintendo DS salido en 2006 en Japón, en formato de tarjeta cuyo tamaño es de 128 MB, desarrollado por Matrix Software. y publicado por Square Enix.
En el mismo año, sale la tan esperada versión americana, con la primera traducción oficial al inglés. Y en Europa, en 2007, que como EE. UU., también sale por primera vez con su correspondiente traducción a los principales idiomas: inglés, francés, alemán, español e italiano.
Dado que Final Fantasy III jamás vio la luz en occidente, ni se hizo un port en su tierra natal, siendo el único de los primeros juegos (del I al VI) que no se realizó un remake para la GBA; Square Enix decidió finalmente relanzar este juego para Nintendo DS en forma de remake. Matrix Software, los responsables de otros remakes como el de la cuarta entrega, prácticamente rehízo el juego aprovechando la potencia gráfica de la consola, y conservando únicamente el estilo de los personajes y el argumento (con ligeras modificaciones no trascendentales para adaptarlo a los nuevos tiempos).

#### Novedades
Hay varias diferencias entre la versión de Famicom y la versión para Nintendo DS:
- La historia tiene algunos cambios: su desarrollo es idéntico a la trama original, salvo por el comienzo, a los personajes se les asigna un nombre y un origen, además de no pertenecer a ninguna clase de trabajo inicial. Los guerreros de la luz son unos niños huérfanos, aunque la mayoría adoptados. Luneth y Arc viven en Ur; Refia en Kazus adoptada por un herrero; e Ingus en el castillo de Sasune.
- Las gráficas del juego son completamente en 3D.
- Se mejoró la música, conservando la esencia del primero.
- Nuevas misiones opcionales mediante el uso de la red Wi-Fi en la Mogured.
- Mejora del sistema de trabajos:
  - Nuevas habilidades
  - Se añade la habilidad para invocar criaturas ya vistas en otras entregas de Final Fantasy como: Shiva, Ifrit, Ramuh entre otros.
  - Nuevo trabajo (aprendiz) como profesión inicial de los personajes principales, que reemplaza al trabajo "Caballero Cebolla" (Onion Knight), el cual se puede conseguir completando las misiones opcionales.
  - Se removieron los puntos de capacidad en los trabajos.
  - Un re-balance del orden y estados de los trabajos.

### PC (3D Remake)
Square Enix anunció en mayo de 2014 que sacaría una versión de Final Fantasy III para Steam con mejores gráficos y escenas cinematográficas.
- Gráficos 3D y escenas cinemáticas mejoradas
- Búsquedas más rápidas en el bestiario de monstruos y otros registros del juego
- Nuevos diseños para los Diplomas de Maestro
- Gráficos actualizados
- Incluye logros de Steam
- Nueva característica: cromos de Steam

### Pixel Remaster
A diferencia de las versiones 3D Remake que debutó en Nintendo DS, Final Fantasy III Pixel Remaster que debutó el 2021 junto con sus precuelas es la primera versión global en tener gráficos de la Famicom.

## Recepción

### Ventas
La versión para Nintendo DS tuvo una respuesta comercial muy buena en Japón, superando totalmente las expectativas que tenía Square Enix, pues solo suponía que se iban a vender 350 000 unidades en Japón, mientras que finalmente se vendieron 500 000 copias en apenas dos semanas.
En los mercados americanos y europeos no hay datos.

### Críticas
| Famitsu         | 36 de 40, | Impreso                                                  |
| GamePro*        | 4 de 5    | → Archivado el 11 de octubre de 2007 en Wayback Machine. |
| GameSpot*       | 7,9 de 10 | →                                                        |
| IGN*            | 7,8 de 10 | →                                                        |
| Nintendo Power* | 8 de 10   | impreso                                                  |
| RPGFan          | 79 de 100 | → Archivado el 10 de abril de 2008 en Wayback Machine.   |
| RPGGamer        | 3 de 5    | →                                                        |
| Meristation*    | 8 de 10   | impreso                                                  |
| Vandal*         | 8,3 de 10 | impreso                                                  |
| Viciojuegos*    | 8,1 de 10 | impreso                                                  |
| Notas:          |           |                                                          |

Final Fantasy III está considerado como uno de los mejores juegos de la NES, Un clásico de su consola y del género, de su generación, y el mejor de las tres primeras entregas de la saga, en especial su música y sus gráficos, sobre todo en tierras niponas, según la crítica y el público.
En Japón, el mercado que tuvo la exclusividad del juego 17 años, alcanzó el puesto número 8 de los 100 mejores juegos de todos los tiempos. un ranking hecho por Famitsu y votado por lectores japoneses de la revista,
Pero en EE. UU. y Europa ha sido, y es, una de las más desconocidas y menos valoradas entre el gran público, por no haber salido en su época en estos dos mercados, y por su antigüedad, más de 15 años, aspecto que la versión de Nintendo DS lo ha subsanado un poco. El hecho que no haya salido hasta una fecha reciente en occidente esta entrega también ha influido en que no haya conseguido el estatus de clásico como han obtenido otras entregas, como Final Fantasy IV.
Uno de los aspectos más criticados de esta entrega, es su dificultad, una de las más altas de la serie, superando incluso a la quinta y cuarta entrega de la serie, donde se agrava más en las mazmorras, por el hecho de no poder guardar dentro de ellas. Los combates, siguiendo la tónica de su generación, son especialmente complicados, más en las mazmorras contra los jefes con el plus de no poder guardar, obligando al jugador a nivelar los personajes muy a menudo.
La versión de DS, la crítica y público, está dividida no como la versión de Nes, donde muchas veces se compara y critica el juego con los estándares actuales y no de hace 17 años.
Mientras Famitsu le ha dado una buena crítica, en IGN y demás prensa americana y europea las críticas han puntado al juego con notas bajas. Lo mismo pasa en el público, unos lo consideran lo mejor del catálogo de la consola, mientras otros consideran un pobre juego simple, difícil, con personajes planos y con un argumento nulo y predecible, donde muchos usuarios no comprenden la antigüedad de más de 15 años de la trama.
Pero en el aspecto gráfico, siendo su principal baza, y sonoro, todos coinciden que es de lo mejor de la consola.

## Publicaciones
En América ha salido una guía de estrategia oficial, publicada en el año 2006 por la editora xxxx basada en la versión en inglés de EE. UU.
En Europa, la editora Future Press, en 2007, ha editado y redactado una guía de estrategia oficial basada en la versión europea, traducida a los principales idiomas del viejo
continente: inglés, francés, español y alemán, con capturas locales de cada versión en el país correspondiente. La guía consta de 316 páginas a todo color y salió al precio de 15 euros, que contiene una introducción, una sección para principiantes, todos los trabajos detallados y explicados al 100%, el walkthrough, también, cuidado hasta el último detalle, con un aspecto atractivo, la sección 'confidencial', que contiene todos los secretos del juego y todas las fórmulas para asegurar la máxima VT posible o el daño más alto, y la sección datos, que cuenta detalladamente los datos de todas las armas, armaduras, cascos, etc., y también los monstruos y jefes del juego.